# Jiddu Krishnamurti
Jiddu Krishnamurti (født 12. maj 1895 i Madanapalle, Andhra Pradesh, Indien, død 18. februar 1986 i Ojai, Californien) var en filosof af indisk afstamning, som levede i det 20. århundrede. Hans filosofiske meditationer i form af dialoger, taler og værker er stadig indflydelsesrige og omfatter åndelige emner som kærlighed, medfølelse, selvets transcendens og det religiøse sind; videnskabelige emner som erkendelse, viden, og sandhed; psykologiske emner som det neurotiske menneske, medmenneskelige relationer og intelligens; og sociologiske emner som kilderne til voldelig konflikt. Han frabad sig konsekvent rollen og autoriteten som åndelig vejleder. Det er alene det enkelte menneskes egen direkte erkendelse der har værdi, og der er ikke nogen vej man kan blive ledt ad, ikke nogen metode eller praksis man kan følge for at opnå frigørelse fra sin egen kulturelle og miljømæssige betingning. Hans mål var en fuldstændig forvandling af den menneskelige bevidsthed: “at sætte mennesket helt og fuldstændigt fri”.
Krishnamurtis udgangspunkt er, at hvordan vi anvender vores opmærksomhed øjeblik for øjeblik bestemmer, hvordan vi oplever virkeligheden og dermed kvaliteten af vores liv. Vores mentale indstilling, til forskel fra de omstændigheder vi lever under, er dermed nøglen til en forvandling af vores perception af verden. Forvandlingen af vores opfattelse af virkeligheden er synonymt med en overskridelse af de betingende grænser for det neurotiske selv. Krishnamurti anvender udtrykket "det neurotiske selv" til generisk at beskrive den almenmenneskelige tilstand karakteriseret af uforløste intra-psykiske konflikter som forårsaget af kulturel og social betingning. Det er altså den kulturelt og socialt accepterede psykiske normal tilstand han ønsker at beskrive - ikke de psykiske lidelser der i den aktuelle psykologi defineres som personligheds forstyrrelser. 
Krishnamurtis spirituelle tilgang søger at vise forbindelsen mellem selv-transcendens og et etisk bedre liv. Hans tese er, at når vi ikke længere føler os identisk med vores tanker og dermed ikke længere lider under bestemte kognitive og følelsesmæssige illusioner, frigøres vi fra vore selv-centrerede lidelse, smerte og utilfredsstillelse. Eliminerer man den personlige lidelse, skaber man en værenstilstand af dyb ikke-personlig kærlighed og dermed en dyb kilde til velbefindende og etisk handlen. 
Det særlige ved Krishnamurtis opfattelse af menneskets frigørelse - set i forhold til mange andre aktuelle åndelige strømninger - er, at den ikke fordrer nogen tro på metafysiske eller religiøse ideer, ikke indebærer nogen tro på overnaturlige fænomener. Krishnamurti afviser helt enkelt tro som basis for gyldig erkendelse. Hans tankegang er dermed fuldstændig forenelig med de centrale principper for videnskabelig skepticisme.

## Krishnamurtis baggrund
Krishnamurti blev, i en alder af 14 år, "opdaget" af den engelske teosof Charles W. Leadbetter, på en strand nær det teosofiske hovedsæde i Chennai (tidligere Madras, Indien), som den kommende Messias og Verdenslærer. Krishnamurti blev adopteret af Det teosofiske Samfunds præsident Annie Besant, der sendte ham til England for at uddanne ham til hans kommende rolle. Organisationen "The Order of the Star" blev oprettet for at understøtte verdenslærerens virke og udbredelse. Krishnamurti opløste i 1929 organisationen, tog fuldstændig afstand til Det Teosofiske Samfund og proklamerede, at "Sandheden er et land uden stier. Man finder ikke sandheden gennem nogen organisation, nogen tro, noget dogme, nogen præst eller noget ritual, og heller ikke gennem filosofisk viden eller psykologisk metode."
Krishnamurti var ikke tilknyttet nogen nationalitet, kaste, religion, eller filosofi, og tilbragte resten af sit liv med at rejse rundt i verden, tale til store og små grupper og enkeltpersoner. Han skrev flere bøger, blandt dem The First and Last Freedom (1954) The Only Revolution (1970), og Krishnamurti's Notebook (1976). Mange andre af hans udgivelser i bogform er redigerede kompileringer af hans dialoger, taler og diskussioner blandt dem Freedom from the Known (1969), The Urgency of Change (1971), og The Awakening of Intelligence (1973). Hans sidste offentlige tale var i Madras (nu Chennai), Indien, i januar 1986 - en måned før hans død i sit hjem i Ojai, Californien.
Hans tilhængere arbejder gennem almennyttige fonde i Indien, Storbritannien og USA, og fører tilsyn med flere uafhængige skoler baseret på hans uddannelsessyn. Der foregår en løbende transskription og distribution af hans tusindvis af foredrag, hans gruppe og individuelle diskussioner, og skrifter i en række forskellige medieformater og sprog.

## Centrale temaer i Krishnamurtis tænkning

### Menneskets erkendelsesbur
Ifølge Krishnamurti befinder mennesket sig i et erkendelsesbur, hvor tremmernes begrænsning udgøres af socialt, samfundsmæssigt, og kulturelt betingede mønstre. I dette fængsel af betingethed lever mennesket en “andenhånds” eksistens, mao. en uautentisk eksistens, i en stadig nærmest tvangsmæssig gentagelse af tankemæssige, følelsesmæssige og handlingsmæssige mønstre. Vores indre liv afspejler den ydre verdens dysfunktion og omvendt afspejler den ydre verden vores indre mentale konflikter. "Verden er mig og jeg er verden," slår Krishnamurti fast igen og igen. At erkende sin egen kulturelle og miljømæssige betingning som en kendsgerning er en afgørende forudsætning for menneskets frigørelse. Grundlaget for et autentisk liv i frihed ligger for Krishnamurti i fuldstændig selv-erkendelse, kræver en erkendelse af, hvad vores selv eller "jeg" i virkeligheden er. 

### Det illusoriske selv
Forestillingen om jeget som en separat frit styrende og vælgende entitet i form af et individuelt selv, der er kilde til og midtpunkt for vores perceptioner, tanker og følelser, er ikke sand. Deraf følger, at antagelsen om, at vi i egentlig forstand ved, hvad vi mener, mener hvad vi siger, siger hvad vi mener, og dermed ved hvad vi har sagt, er en illusion. Det menneskelige jeg som erkendelsens midtpunkt på en kartesiansk skueplads (for at bruge filosoffen Daniel Dennetts rammende udtryk) er en myte. Vores beslutninger og handlinger er ikke et udtryk for vores frie vilje, men er tværtimod i deres kulturelle og miljømæssige kontingens bestemt af årsager, som vi hverken er klar over eller har kontrol over. Den tvangsmæssige eksistens i erkendelsesburet - prisgivet historiske, foranderlige, tilfældige, og relative, ydre og indre kræfter - skaber angst, fortvivlelse og forvirring. 

### Religion som mestringsstrategi
Religiøs tro skal i den sammenhæng forstås psykologisk som en mestringsstrategi. Religiøs tro skal ses som et forsøg på at komme den eksistentielle angst, fortvivlelse og forvirring til livs gennem overnaturlige forklaringer. Tro er et forsøg på at skabe orden og sikkerhed i kaos, eller redundans i betydningen struktur, sammenhæng og forudsigelighed. Den skaber et tilsyneladende absolut fundament af mening og betydning. Religiøs tro er i sidste instans motiveret af angsten for fysisk og psykologisk tilintetgørelse, angsten for døden mao. Som et udtryk for projektioner af både frygt og forhåbninger er tro essentielt forkert ifølge Krishnamurti. Tro og virkelighed er to forskellige ting:
Tro er en ting, virkeligheden er en anden. Den ene fører til trældom, og den anden er kun mulig i frihed ... Tro kan aldrig føre til virkeligheden. Tro er resultatet af betingning, resultatet af frygt, eller resultatet af en ydre eller indre autoritet, der giver trøst. Virkeligheden er ingen af disse .. Den godtroende er altid villig til at tro, acceptere, adlyde, uanset om det som tilbydes er godt eller dårligt, skadeligt eller gavnligt. Det troende sind er ikke et spørgende sind, så det forbliver inden for grænserne af formlen eller princippet.
Krishnamurti anerkender dermed ikke validiteten af det religiøse "spring" (som Søren Kierkegaard bl.a. er eksponent for): det kunstgreb hvor religion begrundes ved sig selv, gøres forudsætningsløs, og dermed ikke kan gøres til genstand for rationel og empirisk undersøgelse. 

### Sindets fragmentering
En anden central mestringsstrategi er dannelsen af kulturelt betingede billeder og historier om os selv (og andre mennesker). Selv-billederne danner psykologisk grundlag for selv-følelsen og selv-forståelsen. De skaber tryghed og en følelse af identitet. 
Vi er dybt bundet til og afhængige af selvbillederne og historierne. De tillægges en enorm betydning, hvilket er noget af et problem, da de ifølge Krishnamurti reelt er betydningsløse: Selv-billederne og historierne er fra skabelsesøjeblikket i uoverensstemmelse med virkeligheden. Dispariteten mellem selv-billederne og virkeligheden danner det neurotiske selv med psykodynamisk fragmentering og konflikt i form af gentagelsen af uhensigtsmæssige reaktionsmønstre. Det er Krishnamurtis centrale tese, at de stadige forsøg på at lukke gabet mellem selv-billede og realitet er dømt til at mislykkes og er en af hovedkilderne til smerte, utilfredstillelse og lidelse. Forsvaret af selv-billederne mod både indre og ydre trusler, anslag og krænkelser er det rene sisyfosarbejde, da selv-billederne i sig selv er kilden til hele miseren. Selv-billederne er sårbarhedens rod.

### Sammenligning skaber forskel
Billeddannelse skaber grundlag for neurotiske sammenligninger mellem forskellige selv-billeder - en løben spidsrod mellem forskellige selvbilleder, så som det grandiose jeg, det ideale jeg og det frygtede jeg. Billeddannelse bruges også som grundlag for værdisættelse og fordømmelser af andre mennesker. 
Krishnamurti opponerer mod menneskers tendens til at foretage sammenligninger. Konsekvensen af disse individuelt og kulturelt betingede billeder, som man spejler sig i, sammenligner sig med, identificerer sig med og definerer sig i modsætning til, er en ødelæggelse af ægte relationer mellem mennesker. 
Sammenligning skaber forskel mellem mig og det andet, mig og de andre. De mentale billeder er tanke- og følelsesbaseret: de er baseret på ideer, forestillinger, sympatier og antipatier der skal tjene ‘min’ eller de gruppers status, position og ambition, som jeg identificerer mig med. De forestillinger billederne afspejler forhindrer en ægte empatisk relation mellem mennesker eller forskellige grupper af mennesker. I den udstrækning billederne er udtryk for nationale, kulturelle, ideologiske, religiøse fordomme, bliver de bestemmende for synet på andre menneskers menneskelighed. De skaber grobund for en fremmedgørelse og dehumanisering af andre mennesker og dermed grobund for fysisk og psykisk vold. 

### Flugten fra det ubehagelige til det behagelige
Ifølge Krishnamurti er en primær kilde til den tilstand af neurotisk trance, som mennesker befinder sig i, ønsket om og behovet for at være lykkelig. Vi søger at være lykkelige ved at gentage det behagelige og undgå det ubehagelige. Vi navigerer hele tiden mod det vi ønsker, har lyst til, begærer, længes efter og navigerer modsat væk fra det utilfredsstillende, det smertefulde, og angstbetingede. Vores lykkefølelse er afhængig af opfyldelsen af bestemte betingelser i den indre og den ydre verden. Bevægelsen for at (gen)opfylde disse betingelser skaber en neurotisk intrapsykisk splittelse mellem det vi ønsker er tilfældet, og det som rent faktisk er tilfældet. Krishnamurti stiller spørgsmålet, om det er muligt at være lykkelig allerede før opfyldelsen af nogen som helst ønsker og behov. Kan lykke bundes i noget fuldstændigt ubetinget og uvilkårligt? 

### Tankens begrænsning
Mange mennesker er konstant opslugt af deres egne tanker. De er ikke opmærksomme på, at de er i tankernes vold og de er ikke opmærksomme på, hvad indholdet af deres tankespind egentlig er. Problemet er dermed i følge Krishnamurti ikke i første række selve tænkningen, men, for det første, den bevidstløse identifikation med tankeindholdet og, for det andet, den realitet tankerne automatisk tildeles. Automatisk og bevidstløs tænkning skaber fragmentering i det menneskelige sind og dermed et intrapsykisk drama gennem tankebevægelserne fra og til det, der rent faktisk er realiteten, til og fra forskellige mulige modaliteter, så som hvad der kunne være tilfældet, burde være tilfældet o.l.. Det er Krishnamurtis hypotese, at det er den manglende erkendelse af tankebevægelserne mellem de forskellige mulige modaliteter og realiteten, og dermed tvangsmæssigheden i tankebevægelserne, der skaber utilfredstillelse, der skaber lidelse og smerte. 
Når det er sagt, så er tænkning, ifølge Krishnamurti, psykologisk set altid problemet. Tænkning er altid et udtryk for tid. Når vi tænker opholder vi os altid i fortiden eller i fremtiden. Vi er aldrig her og nu, når vi tænker. Indholdet af bevidstheden er konklusioner baseret på fortiden. Tænkning fastholder os i og er altid udtryk for vores betingede bevidsthed. 
Indholdet af den menneskelige bevidsthed består af vores hukommelse, vores akkumulerede viden, vores erfaringer og oplevelser, både personlige og kollektive. Som sådan er bevidstheden betinget af fortiden og vores tanker. For at skabe en mutation i bevidstheden, en revolution i hele dens struktur er det nødvendigt med fuldstændig tomhed. Det kræver at bevidstheden tømmes for al tankevirksomhed.
Selv i den situation hvor vi er i stand til at observere vores egen tænkning er der ofte stadig en opsplitning mellem os som observatører og tænkningen som det observerede. Vi er stadig fanget i vores bevidsthed i form af, hvad man kunne kalde, metatanker (vores mere grundlæggende tanker om vores tanker). Kun i det øjeblik hvor tænkning i sin helhed ophæves i ubegrebet og unavngiven tomhed, hvor observatøren bliver ét med det observerede, sker frigørelsen fra vores egocentriske bevidsthed.

### "Frihed kan ikke vælges"[13]
Som følge af, at den menneskelige bevidsthed ikke alene er fanget i erkendelseburet men - for at være helt præcis - rent faktisk udgør selve erkendelsesburet, er ethvert valg foretaget på det grundlag umuliggjort. Et valg på det grundlag er komplet meningsløst, komplet ørkesløst. Det er ikke muligt at vælge frihed gennem nogen aktiv handling eller ved at følge nogen bestemt metode, nogen bestemt praksis eller nogen bestemt vej. 

Sand erkendelse finder sted, når sindet spejler virkeligheden, når sindet er i et forhold til virkeligheden uden at begribe, uden at fastholde, uden at forme, uden at ville opnå noget, herunder uden at ville forandre noget, og uden at vælge noget: 
Den klare erkendelse af det som er, er i sig selv en frigørende proces. Så længe vi ikke erkender hvad vi er og prøver at blive noget andet, vil der være forvanskning og smerte. Selve erkendelsen af hvad jeg er, skaber forvandlingen og forståelsens frihed.

### Ikke-vælgende opmærksomhed
Forvandlingen opstår mao. gennem direkte og uforvansket observation af den øjeblikkelige indre og ydre virkelighed i en mental indstilling af fuldstændig opmærksomhed. Den opmærksomheds tilstand K taler om, er den åbne og ledige iagttagelse af enhver tanke, følelse og handling, som de opstår af sig selv. Det er mao. en sindstilstand uden bevidst koncentration, styring, vilje, eller valg. Krishnamurtis nøglebegreb i den sammenhæng er ikke-vælgende opmærksomhed (engelsk: choiceless awareness). Det er kun i den sindstilstand, før virkeligheden bliver givet form, givet navn, eller beskrevet, hvor det tænkende, reagerende og identificerende subjekt er sat ud af spillet, at sand erkendelse og dermed friheden opstår. 

### “Sandhed er et land uden stier"[13]
Uden for den praktiske teknologiske verdens sfære har viden, erfaring og ideer ikke nogen egentlig erkendelsesmæssig værdi i Krisnamurtis forståelse. Krishnamurti skelner mellem på den ene side den teknologiske og videnskabelige verden, hvor viden, indsigt og erfaring er central - og på den anden side den spirituelle og psykologiske verden, hvor viden, tænkning, tro og ideation er en forhindring. 
Krishnamurtis sandhedsbegreb må differentieres fra platonisme. Krishnamurti skelner ikke som Platon mellem doxa (tro/meninger/holdninger) og episteme (viden). På det spirituelle og psykologiske plan er både doxa og episteme epistemologisk diskvalificerende. Viden er ikke sandhed. Viden har karakter af konklusioner. Konklusioner er baseret på fortidige oplevelser og iagttagelser. Som en ufuldstændig akkumulering af og dermed en projektion af fortidens oplevelser og erfaringer blokerer konklusioner for det levende øjebliks indsigt. 
Dermed er den handling at træde ud af erkendelseburet ikke et spørgsmål om at erstatte betinget og begrænset viden med sand viden i f.eks. platonisk forstand. For Platon er sandhed en erkendelse, genkendelse, eller åbenbaring af en essentiel, absolut eller guddommelig realitet. For Krishnamurti er sandhed er ikke begribelig i forvejen og man kan dermed heller ikke anvende nogen bestemt metode eller teknik som redskab i erkendelsen. Sandhed er slet ikke begribelig. Sandhed er uvilkårlig og øjeblikkelig. 

### At leve er at dø
Hele det intrapsykiske drama af fragmenterende tankebevægelser skabes i illusionen om, at det tænkende, observerende og oplevende subjekt er forskellig fra selve tænkningen, observationen og oplevelsen. Erkendelsen af, at det er tankeprocessen selv som skaber illusionen om selvet som kilden til og det styrende midtpunkt for menneskelig kognition, perception, følelse og adfærd, frigør mennesket fra sit betingede sind, frigør mennesket fra erkendelseburet, og dermed fra kilden til smerte, utilfredstillelse, og lidelse.
At leve er dermed at dø. At dø er at opgive bindingen til og identifikationen med alle de historier og billeder man har opbygget om sig selv. Det er ophøret af jeget som det nødvendige og tilstrækkelige midtpunkt for sine tanker, følelser og handlinger. Det er den handling at opgive sit selv fuldstændigt. Krishnamurti stiller spørgsmålet: Kan man leve livet så fuldstændigt uden jeget som et midtpunkt og derfor uden konflikt, for kun da opstår den sindstilstand, som er tidløs - en sindstilstand som er forudsætningen for kærlighed, medfølelse og intelligens.

### Det religiøse sind
Krishnamurti afviser religiøs tro som udtryk for en projektion af menneskelig frygt og forhåbning. Han bemærker:
Så længe sindet er i en tilstand af frygt, ønsker det at flygte fra den, og projicerer forestillingen om det højeste, og ønsker at opleve det. Men frigør sindet sig fra sin egen pine, så befinder det sig i en helt anden tilstand. Det beder ikke længere om oplevelsen, fordi det befinder sig på et helt andet plan.
At være religiøs i egentlig forstand er at undersøge, hvad der er sandt: “At søge efter hvad der er sandt er sand religion, og den, der søger sandheden er den eneste der kan kaldes religiøs.” Krishnamurti stiller det fundamentale spørgsmål:
Er der noget som er helligt, eller er alting materie, alting tanke, alting forbigående, alting ubestandigt? Er der noget, tanken aldrig kan røre, og som derfor er uforkrænkeligt, tidløst, evigt og helligt?
Undersøgelsen af, hvad der er sandt er mao. ikke en intellektuel øvelse, en funktion af tanken. Den reelle undersøgelse kan ikke begynde, før tanken er ophørt, før selvet er negeret og bevidstheden er blevet tømt for de forhindringer som udgøres af ens hukommelse, vaner og betingning.

## Krishnamurti, psykologi, og psykoterapi
Selv-erkendelse er i Krishnamurtis optik ensbetydende med afdækning af selvet som en illusion og dermed ophævelse af selvet. Det gør jo helt åbenbart Krishnamurtis opfattelse radikalt forskellig ikke alene fra traditionel Freudiansk psykologi og psykoterapi men også fra aktuelle retninger som f.eks. kognitiv psykologi og kognitiv adfærdsterapi.
Psykoanalyse indebærer, at der findes et selv, der analyseres og et andet selv, som deltager i analysen, men i Krishnamurtis selv-erkendelse, er der ingen adskillelse mellem "observatøren og det observerede". Analytikeren er analysanden. Psykoterapeutiske teknikker der indebærer læring af mestrings strategier, under inddragelse af realitets afprøvning og ledsagende tanke- og følelsesmæssig tilpasning til den psykiske norm er helt uantageligt for Krisnamurti, som betragter enhver form for tilpasningsstrategi som noget, der både er i strid med og forhindrer frihed.
Psykoanalytiske metoder, så som freudianske metoder der indebærer arbejde med minder og at bringe fortiden ind i nutiden, eller kognitiv adfærdsterapeutiske metoder som indebærer identifikation, udfordring og erstatning af uhensigtsmæssige følelser og tanker med angiveligt mere hensigtsmæssige tanker og følelser kan kun opnå en stabilisering af selvet efter et mønster, der er fastsat af tidligere erfaringer. Hvis det lykkes at opnå en sådan stabilisering, styrker det illusionen om, at selvet er en permanent enhed, der udvikler individualitet i tidens løb som et center for menneskelig kognition, perception, følelse og adfærd.

## Meditation
Ifølge Krishnamurti kan egentlig meditation ikke være en kultivering af bestemte bevidsthedstilstande på bestemte tidspunkter og under bestemte former. Meditation er til alle tider og dermed tidløst at tage skridtet ud af det kendte og derved overskride det kendte i en tilstand af fuldstændig opmærksomhed, at se uden identifikation, uden eksklusion, uden anstrengelse, uden formål. Meditation kan ikke adskilles fra livet som det leves øjeblik for øjeblik.[8]
Ks opfattelse af meditation er dermed helt forskellig fra meditations praksis, der indebærer en eller anden form for teknik eller metode. Krishnamurti kritiserer meditative koncentrationsteknikker der indebærer en bevidst absorption af opmærksomheden af noget bestemt - altså en bevidst og måske ligefrem selv-suggestiv styring. 

For det første medfører det at følge en bestemt meditationspraksis uvægerligt rutinisering eller vanedannelse. For det andet indebærer det at følge en teknik desuden altid et element af præstation, som virker mod hensigten. Og for det tredje har disse former for meditation ofte introspektion som formål. Krishnamurti har følgende beskrivelse: 
Enden på meditation er meditation. Jagten på noget gennem og udover meditation er et forsøg på at opnå noget; og det som opnås tabes igen. At forsøge at opnå et resultat er at fortsætte selvets projektion; resultatet, ligegyldigt hvor ophøjet det end er, er en projektion af ens ønsker. Meditation, som et middel til at nå frem, til at vinde, til at opdage, styrker den mediterende. Den mediterende er meditationen; meditation er forståelsen af den mediterende.
Til forskel fra selv-erkendelse har introspektion altid har selv-forbedring eller selv-udvikling som formål. Introspektion nærer dermed den intra-psykiske konflikt mellem det øjeblikkelige utilstrækkelige selv-billede og det ønskede selv-billede og virker dermed mod hensigten. Samtidig er det introspektive subjekt samtidig det introspektive objekt. Den entitet, som er årsagen til og udtryk for problemet, kan ikke løse problemet.

## Spiritualitet, mysticisme, og religiøsitet
Krishnamurti understregede konstant behovet for en revolution i det almindelige menneskes psyke. Det er deri kernen i hans spiritualitet ligger. Denne radikale transformation kan ikke komme udefra via religiøse, politiske eller sociale bevægelser. Den kan heller ikke komme som led i en personlig transformationsproces. Forvandlingen sker med den direkte erkendelse af den menneskelige situation. Den sandhed kan opdages af enhver, uden hjælp fra nogen autoritet og, da livet hele tiden er allestedsnærværende, på et øjeblik. Det er iagttagelsen af dybden og omfanget af vores tanker, følelser, og adfærd, som de forekommer i øjeblikket, som er den handling, der forandrer os selv og de samfund vi lever i.
Sandheden kan ikke akkumuleres. Det som akkumuleres ødelægges hele tiden. Det visner væk. Sandheden kan aldrig visne, fordi den kan kun findes fra øjeblik til øjeblik i hver eneste tanke, i hver eneste relation, i hvert ord, i enhver gestus, i et smil, i tårer. Og hvis du og jeg kan finde den, og leve den - selve det at leve den er at finde den - så er der ingen fare for at vi bliver propagandister; vi skal være kreative mennesker - ikke perfekte mennesker, men kreative mennesker, hvilket er noget helt andet.
Mysticismen i Ks tænkning ligger i oplevelsen af virkeligheden som én helhed. Den ligger i ophævelsen af dikotomien mellem det menneskelige subjekt og objektet for den menneskelige erkendelse. Den forudsætter dermed selvets transcendens. Den forudsætter dermed også overskridelsen af en virkelighedsopfattelse baseret på viden, tænkning, intellekt, og logik. Ophævelsen af dikotomien mellem subjekt og objekt åbenbarer virkeligheden i sin umådelighed, sin ubegrænsethed, sin hellighed.
Ifølge K kan religiøsitet i egentlig forstand ikke beskrives med ord: religiøsitet kan ikke gøres til genstand for tankens målestok og tidsopfattelse. Med udtrykket “det religiøse sind” beskriver K et menneskeligt sind af en bestemt kvalitet, et menneskeligt sind som forstår “helheden i det eksisterende uden skelnen mellem dig og mig”. Et sind som igennem meditation i egentlig forstand er helliget undersøgelsen og erkendelsen af det umådeliges, det ubetingedes, det ubegrænsedes kvalitet og natur. Kun et sådan sind er fuldstændig frit.
Med religiøsitet mener Krishnamurti dermed noget radikalt andet end det man i almindelig sprogbrug forstår ved religion. Med religion forstås almindeligvis: organisationer og institutioner med guddommelig autoritet; ritualer; dogmer og doktriner; tradition; mytologi; og ofte antropomorfe gudebilleder. 
Krishnamurti afviser fuldstændig organiseret religion som triviel. Og mere end det: han betegner den traditionel religiøs praksis som en menneskelig tragedie.

## Holisme og menneskelig kognition
Som sagt skelner Krishnamurti i første omgang mellem på den ene side den teknologiske og videnskabelige verden, hvor viden, indsigt og erfaring er central - og på den anden side den spirituelle og psykologiske verden, hvor viden, tænkning, tro og ideation er en forhindring. Det skal understreges, at når Krishnamurti taler om teknologisk viden, mener han alt fra opsendelsen af en måneraket til lav-praktiske gøremål som at kunne snøre sine sko. 
Det kunne altså umiddelbart lyde, som om K advokerer en form for dualisme, hvor man er tvunget til hele tiden at skifte mellem to kognitive funktionsmåder: den teknologiske og videnskabelige funktionsmåde hvor en rationel, analytisk, og systematisk tilgang til virkeligheden anvendes, og en spirituel funktionsmåde hvor en umiddelbar og uvilkårlig tilgang til virkeligheden anvendes. 

Den måde at dele virkeligheden op på er i virkeligheden meget gammel og traditionel. Den kan historisk iagttages som en stadig pendulering mellem den klassiske objektive forståelse af verden og den romantiske subjektive forståelse af verden. Ifølge Krishnamurti er en sådan skelnen mellem en klassisk kognitionsmåde og en romantisk kognitionsmåde imidlertid endnu et udtryk for en fragmentering af virkeligheden, endnu en kilde til konflikt og dermed utilfredsstillelse. Han siger følgende til en spørger:
Man kan ikke dele livet op i et teknologisk liv og et ikke-teknologisk liv. Det er, hvad du har gjort, og derfor fører du et dobbeltliv. Så vi spørger : "Er det muligt at leve så fuldstændigt, at den del er inkluderet i det hele?“ Ok? Forstår du? Som det er nu, fører vi et dobbeltliv, vi holder den del adskilt, tager på kontoret, lærer en teknologi, og hvad der dertil hører, og går i kirke eller tempel med ringende klokker. Så du har delt dit liv op, og derfor er der en konflikt i dit liv mellem de to. Det som vi beder om er noget helt andet, nemlig det at leve uden nogen opdeling overhovedet.
Ks holistiske tilgang til virkeligheden skal forstås som en overskridelse af den traditionelle dualistiske subjekt-objekt opfattelse. Den sindstilstand han beskriver som ‘ikke-vælgende opmærksomhed’ (Choiceless Awareness) omfatter begge kognitive funktionsmåder: den klassiske objektive teknologiske og videnskabelige funktionsmåde, og den romantiske subjektive spirituelle funktionsmåde. Ks opmærksomhedstilstand er både præ-intellektuel og - i sin inklusion af alle kognitionsmåder - også meta-kognitiv. Ikke-vælgende opmærksomhed er - som en absolut monisme - kilden til og substansen i alting.

## Forenlighed med videnskabelig skepticisme
Det er bemærkelsesværdigt i hvilken udstrækning Krishnamurtis skeptiske empiriske undersøgelser deler videnskabelige grundtræk: åbenheden i hans spørgsmål, afvisningen af autoriteter, opfattelsen af viden som foreløbig og dermed afvisningen af viden som en repræsentation af virkeligheden og endelig og ikke mindst påpegningen af, hvordan det menneskelige sind er tilbøjelig til illusorisk tænkning i form af myter, overtro og dogmer. 
Som sagt i indledningen fordrer Krishnamurtis opfattelse - set i forhold til mange andre aktuelle åndelige strømninger - ikke nogen som helst tro på metafysiske eller religiøse ideer. Ks udforskning af den menneskelige situation ud fra den tilstand af opmærksomhed han beskriver er både rationelt og empirisk funderet. Spiritualiteten, mysticismen, og religiøsiteten i Krishnamurtis tænkning fordrer ingen tro på uverificerbare doktriner om virkelighedens beskaffenhed. 
Det er selvfølgelig paradoksalt at mene, som Krishnamurti gør, at sandhed ligger hinsides enhver beskrivelse, og derefter gå videre med at beskrive den almenmenneskelige situation og dens årsager. Som den franske maler René Magrittes billede af en pibe (med underteksten: “dette er ikke en pibe”) illustrerer, så er der en ontologisk forskel på et billede af noget og så det som afbilledes, og parallelt dermed en ontologisk forskel på beskrivelsen og så det beskrevne. Men Krishnamurti mener noget mere fundamentalt end det: Beskrivelsen afspejler aldrig det beskrevne. Der er principiel uoversættelighed mellem beskrivelsen og det beskrevne. Der er dermed ikke noget reelt at sige om sandhed, fordi sandhed er øjeblikkelig og førsproglig og en anden fra øjeblik til øjeblik.
Krishnamurti bruger ordet ‘kendsgerninger' når han slår fast at mennesket som neurotisk, angstdrevet og voldeligt bør forandres radikalt. Kendsgerninger er jo beskrivelser af virkeligheden. Det er udsagn formuleret i sprog som principielt og i praksis dermed kan gøres til genstand for videnskabelig undersøgelse og efterprøvning. Der er altså en mere eller mindre direkte relation mellem udsagn og det udsagnene drejer sig om. Der kan ikke være uoversættelighed mellem et udsagn, og så det udsagnet drejer sig om.
I videre forstand er kendsgerninger integreret komponenter af teorier, som står og falder med empirisk verifikation eller falsifikation. I overensstemmelse med principperne for videnskabelig skepticisme er teorier altid foreløbige uanset, hvor empirisk bestyrkede de er. Det er dermed afgørende at skelne Ks begreb om kendsgerninger fra hans begreb om sandhed.